# Depressogryllus depressiceps
Depressogryllus depressiceps är en insektsart som först beskrevs av Viktor von Ebner-Rofenstein 1935.  Depressogryllus depressiceps ingår i släktet Depressogryllus och familjen syrsor. Inga underarter finns listade i Catalogue of Life.